# 駝背麗眼鯛
駝背麗眼鯛為輻鰭魚綱鱸形目鱸亞目鯛科的其中一種，分布於西印度洋的南非開普敦海域，棲息深度20-50公尺，體長可達75公分，棲息在沿海海域，屬肉食性，以軟體動物、甲殼類、蠕蟲等為食，可做為食用魚。